# Indici di Miller

Piani con differenti indici di Miller in cristalli cubici

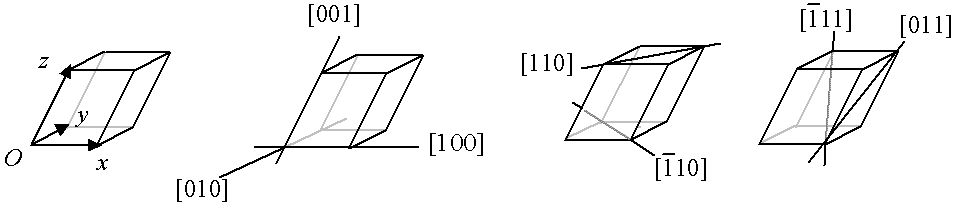
Esempi di direzioni

Gli indici di Miller sono un sistema di notazione utilizzato in cristallografia per descrivere i differenti piani e direzioni in un reticolo di Bravais.

## Generalità
In particolare, una famiglia di piani reticolari è determinata da tre numeri interi h, k, e l, gli indici di Miller. Vengono indicati (hkl), e ciascun indice denota un piano ortogonale alla specifica direzione  nello spazio vettoriale definito dalle basi coincidenti con le costanti reticolari. Per convenzione, gli interi negativi vengono riportati con una barra sopra, ad esempio 3 indica il valore -3. Gli interi sono solitamente scritti riportando i termini minori, vale a dire il massimo comun divisore dovrebbe essere 1. L'indice di Miller (100) rappresenta un piano ortogonale alla direzione h, l'indice (010) rappresenta un piano ortogonale alla direzione k, e l'indice (001) rappresenta un piano ortogonale a l.
Esistono anche diverse notazioni correlate:
- la notazione {hkl} denota un insieme di piani che sono equivalenti al piano (hkl) per la simmetria del reticolo.

Nel contesto delle direzioni in un cristallo (non piani), le corrispondenti notazioni sono:
- [hkl], con le parentesi quadre invece che tonde, denota una direzione nella base dei vettori reticolari diretti invece del reticolo reciproco;
- similmente, la notazione <hkl> denota l'insieme di tutte le direzioni che sono equivalenti a [hkl] per simmetria.

Gli indici di Miller sono stati introdotti nel 1839 dal mineralogista britannico William Hallowes Miller. Il metodo era noto storicamente anche come Sistema Milleriano, e gli indici come Milleriani, sebbene questa terminologia sia adesso desueta.
Il significato preciso di questa notazione dipende dalla scelta dei vettori reticolari per il cristallo, come descritto sotto. Solitamente, vengono utilizzati tre vettori primitivi del reticolo. Tuttavia, per sistemi cristallini cubici, sono utilizzati vettori del reticolo cubico perfino quando non sono primitivi (come nei cristalli a corpo centrato e a facce centrate).

## Definizione

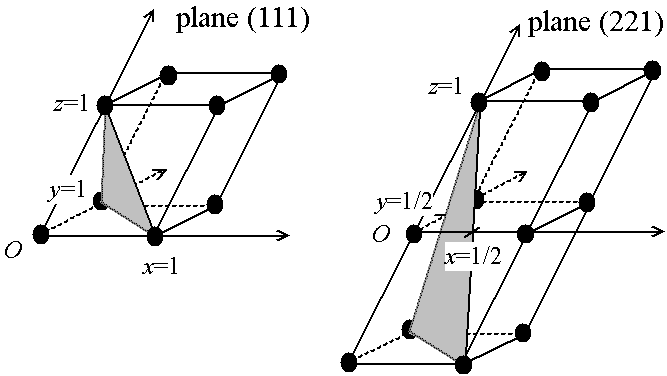
Esempi di come determinare gli indici per un piano utilizzando le intercette con gli assi; a sinistra (111), a destra (221).

Ci sono due modi equivalenti per definire il significato degli indici di Miller: tramite un punto nel reticolo reciproco, o tramite l'inverso delle intercette lungo i vettori del reticolo. Qui vengono date entrambe le definizioni. In ogni caso, è necessario scegliere i tre vettori del reticolo a1, a2, e a3 come descritto in precedenza. Fatto ciò, vengono determinati anche i tre vettori primitivi del reticolo reciproco (denotati b1, b2, e b3).
Quindi, dati i tre indici di Miller h, k, l, (hkl) denota piani ortogonali al vettore del reticolo reciproco:
{\displaystyle \mathbf {g} _{hkl}=h\mathbf {b} _{1}+k\mathbf {b} _{2}+l\mathbf {b} _{3}.}
Vale a dire, (hkl) indica semplicemente una normale ai piani nella base dei vettori primitivi del reticolo reciproco. Siccome le coordinate sono numeri interi, questa normale è essa stessa sempre un vettore del reticolo reciproco. Il requisito dei termini minori significa che è il vettore del reticolo reciproco più corto nella direzione data.
In modo equivalente, (hkl) indica un piano che intercetta i tre punti a1/h, a2/k, e a3/l, o un multiplo di questi. Cioè, gli indici di Miller sono proporzionali agli inversi delle intercette del piano, nella base dei vettori del reticolo. Se uno degli indici è 0 significa che non intersecano quell'asse (l'intercetta è "a infinito").
Considerando solamente piani (hkl) che intersecano uno o più punti del reticolo (i piani reticolari), la distanza perpendicolare d tra piani reticolari adiacenti è correlata al vettore del reticolo reciproco (più corto) ortogonale ai piani tramite la formula
{\displaystyle d=2\pi /|\mathbf {g} _{hkl}|.}
La notazione collegata [hkl] denota la direzione
{\displaystyle h\mathbf {a} _{1}+k\mathbf {a} _{2}+l\mathbf {a} _{3}.}
Quest'ultima utilizza la base del reticolo diretto invece del reticolo reciproco. Notare che [hkl] generalmente non è normale ai piani (hkl), eccetto in un reticolo cubico come descritto sotto.

## Strutture cubiche
Per il caso speciale di cristalli cubici semplici, i vettori del reticolo sono ortogonali e di uguale lunghezza (solitamente indicata a); analogamente per il reticolo reciproco. Così, in questo caso comune, gli indici di Miller (hkl) e [hkl] denotano entrambi semplicemente direzioni normali in coordinate cartesiane.
Per cristalli cubici con costante di reticolo a, la distanza d tra piani reticolari adiacenti (hkl) è la seguente:
{\displaystyle d_{hkl}={\frac {a}{\sqrt {h^{2}+k^{2}+l^{2}}}}}.
A causa della simmetria dei cristalli cubici, è possibile cambiare di posto e segno i numeri interi e avere direzioni e piani equivalenti:
- Coordinate tra parentesi angolari come  ⟨100⟩ denotano una famiglia di direzioni che sono equivalenti a causa delle operazioni di simmetria, come [100], [010], [001] o il valore negativo di qualunque di queste direzioni.
- Coordinate in parentesi graffe come {100} denotano una famiglia di piani normali che sono equivalenti a causa delle operazioni di simmetria, allo stesso modo per cui le parentesi angolare denotano una famiglia di direzioni.

Per reticoli cubico a facce centrate e cubico a corpo centrato, i vettori primitivi del reticolo non sono ortogonali. Tuttavia, in questi casi gli indici di Miller sono convenzionalmente definiti relativi ai vettori reticolari della supercella cubica e quindi sono ancora semplicemente direzioni cartesiane.

## Strutture esagonali e romboedriche

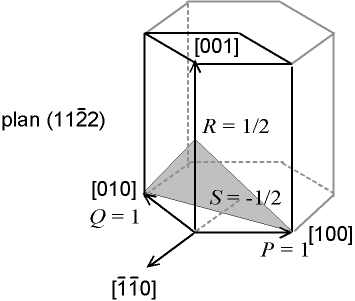
Indici di Miller-Bravais

Con reticoli cristallini esagonali e romboedrici, è possibile utilizzare l'indice di Bravais-Miller che possiede quattro numeri (hkil) dove h, k, e l sono identici agli indici di Miller mentre i è un parametro ridondante definito dalla relazione
{\displaystyle i=-h-k}.
Questo schema a quattro indici utilizzato per indicare i piani in un reticolo esagonale rende evidente la permutazione delle simmetrie. Per esempio, la similitudine fra (110) ≡ (1120) e (120) ≡ (1210)  è più ovvia quando viene mostrato l'indice ridondante.
Nella figura a destra, il piano (001) possiede simmetria ternaria: esso resta invariato attraverso una rotazione di 1/3 (2π/3 rad, 120°). Le direzioni [100], [010] e [110] sono realmente simili. Se S è l'intercetta del piano con l'asse [110], quindi si ha
{\displaystyle i={\frac {1}{S}}}.
Esistono anche degli schemi ad hoc (per esempio nella letteratura della microscopia elettronica in trasmissione) per indicizzare i vettori reticolari esagonali (piuttosto che il vettore del reticolo reciproco o i piani) con quattro indici. Tuttavia essi non funzionano in modo simile aggiungendo un indice ridondante all'insieme regolare dei tre indici.
Per esempio, il vettore del reticolo reciproco (hkl) come suggerito in precedenza può essere scritto come ha*+kb*+lc* se i vettori della base del reticolo reciproco sono a*, b*, e c*.  Per cristalli esagonali questo può essere espresso in termini di vettori della base del reticolo diretto a, b e c come
{\displaystyle (hkl)=h{\vec {a^{*}}}+k{\vec {b^{*}}}+l{\vec {c^{*}}}={\frac {2}{3a^{2}}}(2h+k){\vec {a}}+{\frac {2}{3a^{2}}}(h+2k){\vec {b}}+{\frac {1}{c^{2}}}(l){\vec {c}}}.
Quindi gli indici di zona della direzione perpendicolare al piano (hkl) sono, in forma di terzetto normalizzato in modo opportuno, semplicemente [2h+k,h+2k,l(3/2)(a/c)2]. Quando vengono utilizzati quattro indici per la zona normale al piano (hkl), tuttavia, la letteratura invece utilizza spesso [h,k,-h-k,l(3/2)(a/c)2].

## Piani e direzioni cristallografiche

Densità superficiale degli atomi secondo l'orientamento della faccia, nel caso di un cristallo cubico semplice monoatomico.

Le direzioni cristallografiche sono linee fittizie che collegano i nodi (atomi, ioni, o molecole) di un cristallo. Similmente, i piani cristallografici sono piani fittizi che collegano i nodi. Alcune direzioni e piani hanno una densità di nodi maggiore; questi piani densi influenzano il comportamento di un cristallo.
- Proprietà ottiche: nella materia condensata, la luce "balza" da un atomo all'altro tramite lo scattering Rayleigh; la velocità della luce quindi varia secondo le direzioni, sia che gli atomi siano vicini o lontani. Ciò è all'origine della birifrangenza.
- Adsorbimento e reattività: l'adsorbimento e le reazioni chimiche avvengono tra atomi, ioni, o molecole, questi fenomeni sono quindi sensibili alla densità dei nodi.
- Tensione superficiale: la condensazione di un materiale significa che gli atomi, ioni, o molecole sono più stabili se sono circondati da specie simili; la tensione superficiale di una interfaccia quindi varia secondo la densità sulla superficie.
  - I pori e i cristalliti tendono ad avere bordi di grano rettilinei a seguito di piani densi.
  - Clivaggio.
- Dislocazioni (deformazione plastica)
  - il centro della dislocazione tende ad espandersi su piani densi (al fine di diminuire la tensione); questo riduce la frizione (forza di Peierls-Nabarro), lo slittamento avviene più frequentemente su piani densi;
  - la perturbazione portata dalla dislocazione (vettore di Burgers) è lungo una direzione densa: lo spostamento di un nodo in una direzione densa è una distorsione minore;
  - la linea di dislocazione tende a seguire una direzione densa, tale linea è spesso una retta (un percorso di dislocazione è spesso un poligono).

Per tutte queste ragioni, è importante determinare i piani e quindi avere un sistema di notazione.